# Vignoble de Marlborough

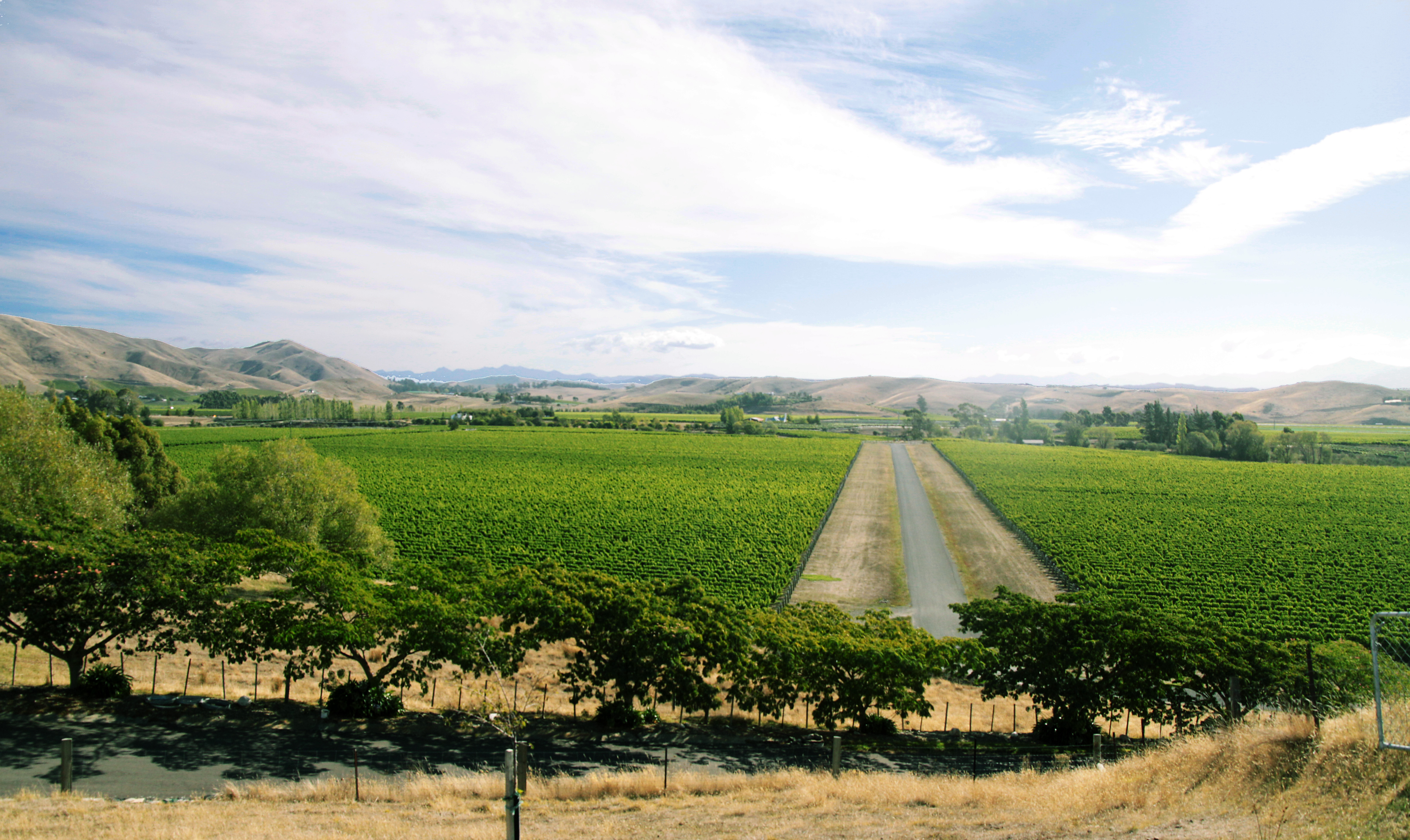
Vignoble de Marlborough

Le vignoble de Marlborough est situé au Nord de l'île du Sud de la Nouvelle-Zélande, dans la région de Marlborough, proche de la ville de Blenheim.

## Histoire

Vignoble de Brancott Estate

Les premières vignes locales furent plantées en 1873, avec du muscat blanc à petits grains par David Herd. Le premier vignoble à vocation commerciale de 1 173 hectares a été installé en 1973 par Montana, l'hectare a alors été acheté 1.146 NZ$.
Au début des années 2000, la valeur des terrains vinicoles grimpe pour atteindre les 200.000 NZ$ l'hectare. En 2013, 23 232 hectares de vignes étaient planté dans la région, ce qui en fait la plus grande région viticole de Nouvelle-Zélande avec 73 % de la production nationale.
Le Marlborough Wine & Food festival est un événement annuel organisé le 14 février par les 46 domaines viticoles de la région.

## Climatologie
Le climat est ensoleillé, avec 2409 heures de soleil annuelles, avec des températures modérées, mais de fortes variations journalières.
Les vents côtiers de l'est caractéristiques du climat provoquent avec les montagnes protectrices une zone venteuse et pluvieuse. Les précipitations sont de 655 mm par an, ce qui en fait une région sèche. L'automne peut être doux et favoriser la maturation.

## Pédologie

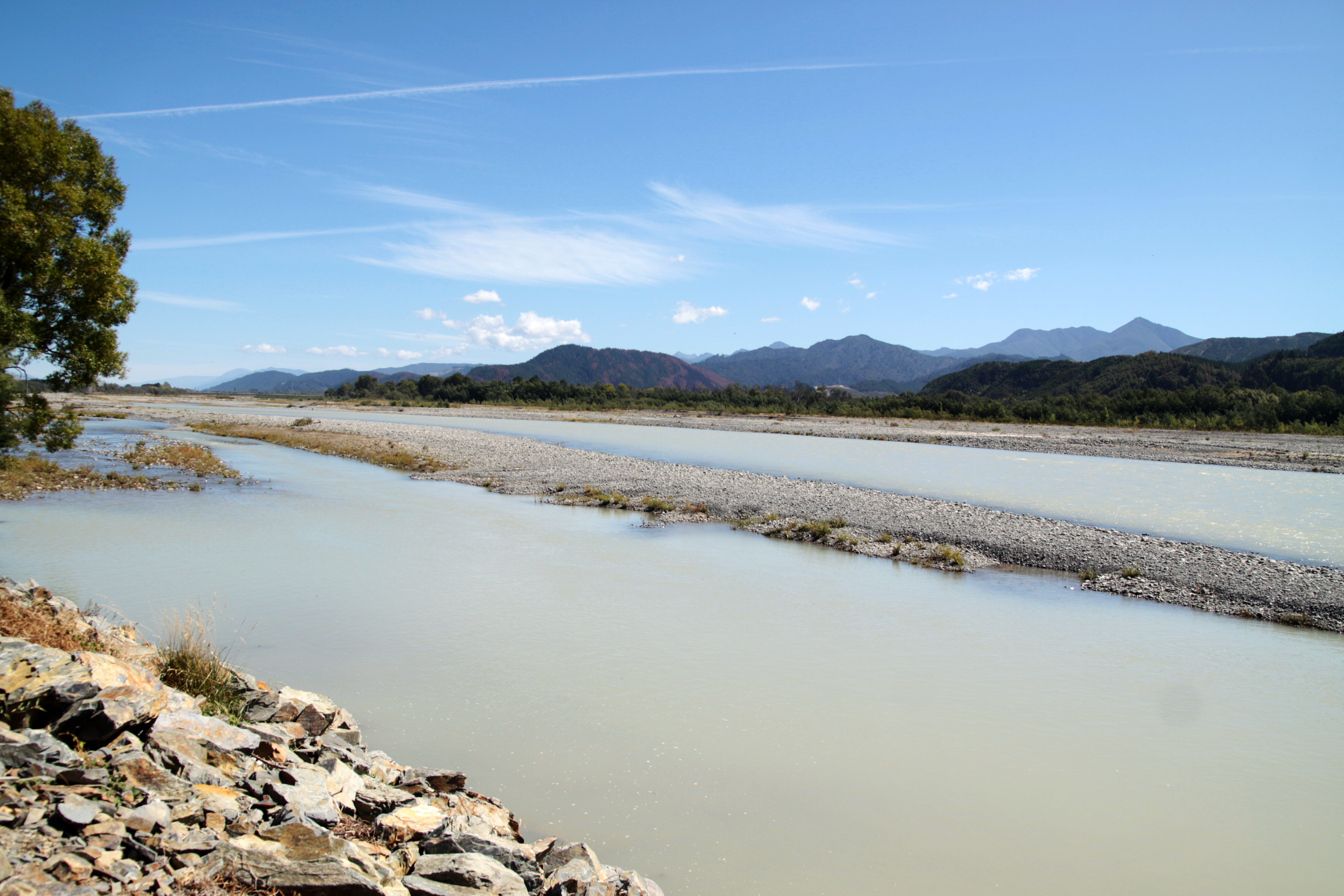
Rivière Wairau au nord de la région de Marlborough

Le vignoble est principalement planté en plaine, et en légers coteaux. La rivière Wairau passe au nord de la région de Marlborough. Le fleuve Awatere définit la vallée Sud.
Le succès viticole de la région de Marlborough est dû à la présence de sols caillouteux et drainants, issus de la présence ancienne de glaciers.
Les sols sont composés d'alluvions. Rapaura est le plus caillouteux, Wairau a une épaisseur de terre plus importante qui permet de retenir l'eau. Le calcaire est majoritaire dans les Southern Valleys, permettant la plantation de pinot noir. La sous-région d'Awatere est plus fragmentée, avec des limons pierreux et des lœss érodés.

## Viticulture et œnologie

### Encépagement

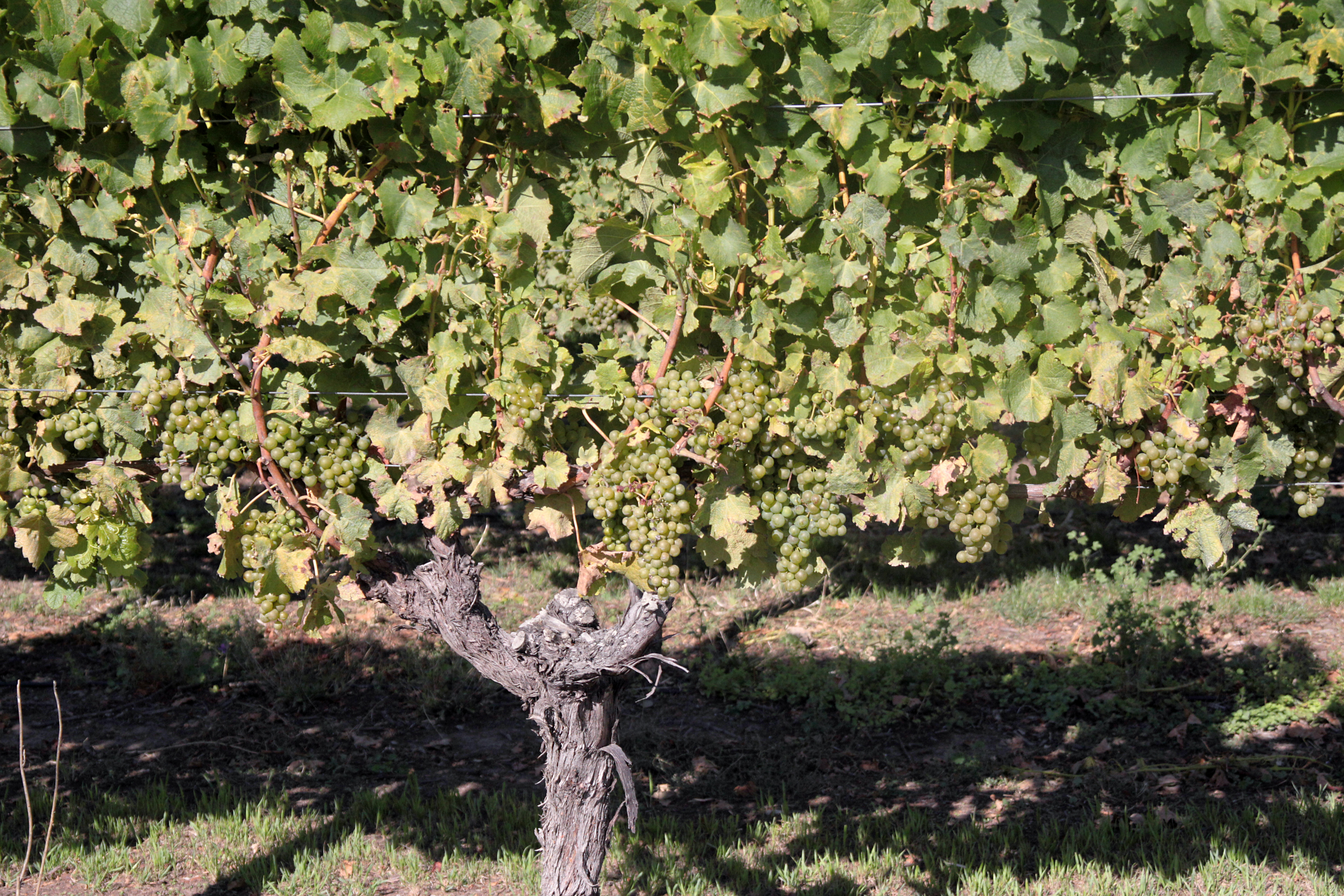
Pied de sauvignon blanc

- Le sauvignon blanc est le cépage majoritaire qui fait l'identité de la région. Il représente 17 829 ha.
- Le pinot noir est planté sur 2 397 ha
- Le chardonnay est présent sur 1 027 ha
- Le pinot gris représente 946 ha
- Le riesling est cultivé sur 309 ha
- Le gewürztraminer représente 87 ha de plantations
- Le viognier comporte 18ha de cultivés seulement

Il existe en moindres proportions des vignobles de Grüner Veltliner, syrah, arneis, tempranillo, ...

### Pratiques culturales

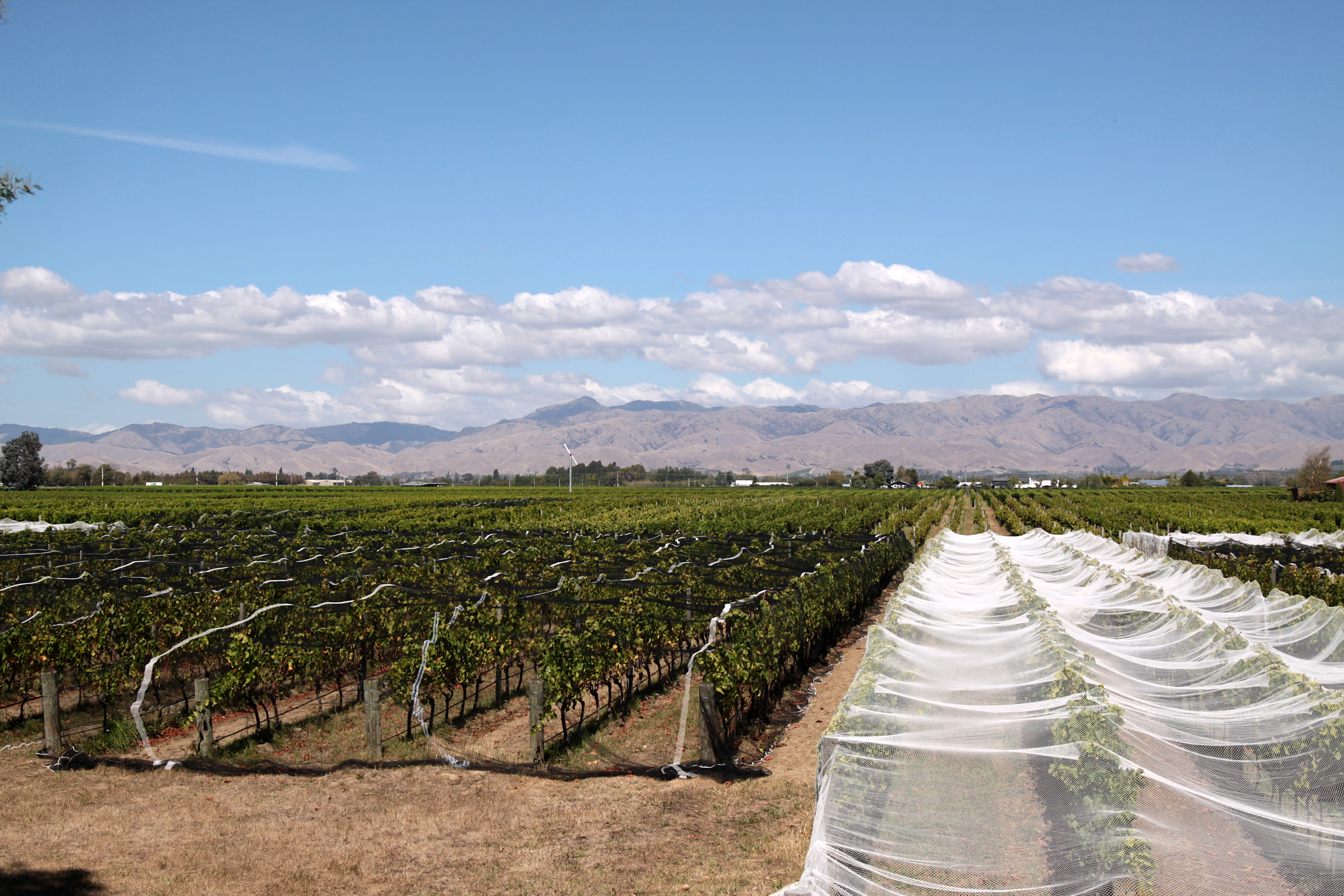
Filets sur le vignoble

Les vignes sont majoritairement plantées hautes et larges, à une densité moyenne de 4000 à 5000 pieds/ha.
L'irrigation est présente sur la quasi-totalité du vignoble, étant indispensable du fait des sols très drainants.
Les oiseaux sont nuisibles après la véraison, venant piller les raisins. La majorité des domaines protègent les vignes avec des filets. L'utilisation de rapaces comme le faucon pour les chasser et les effrayer est aussi pratiquée, notamment par le domaine Brancott Estate, qui met en valeur cette utilisation dans l'histoire de son domaine, et le marketing.

## Production

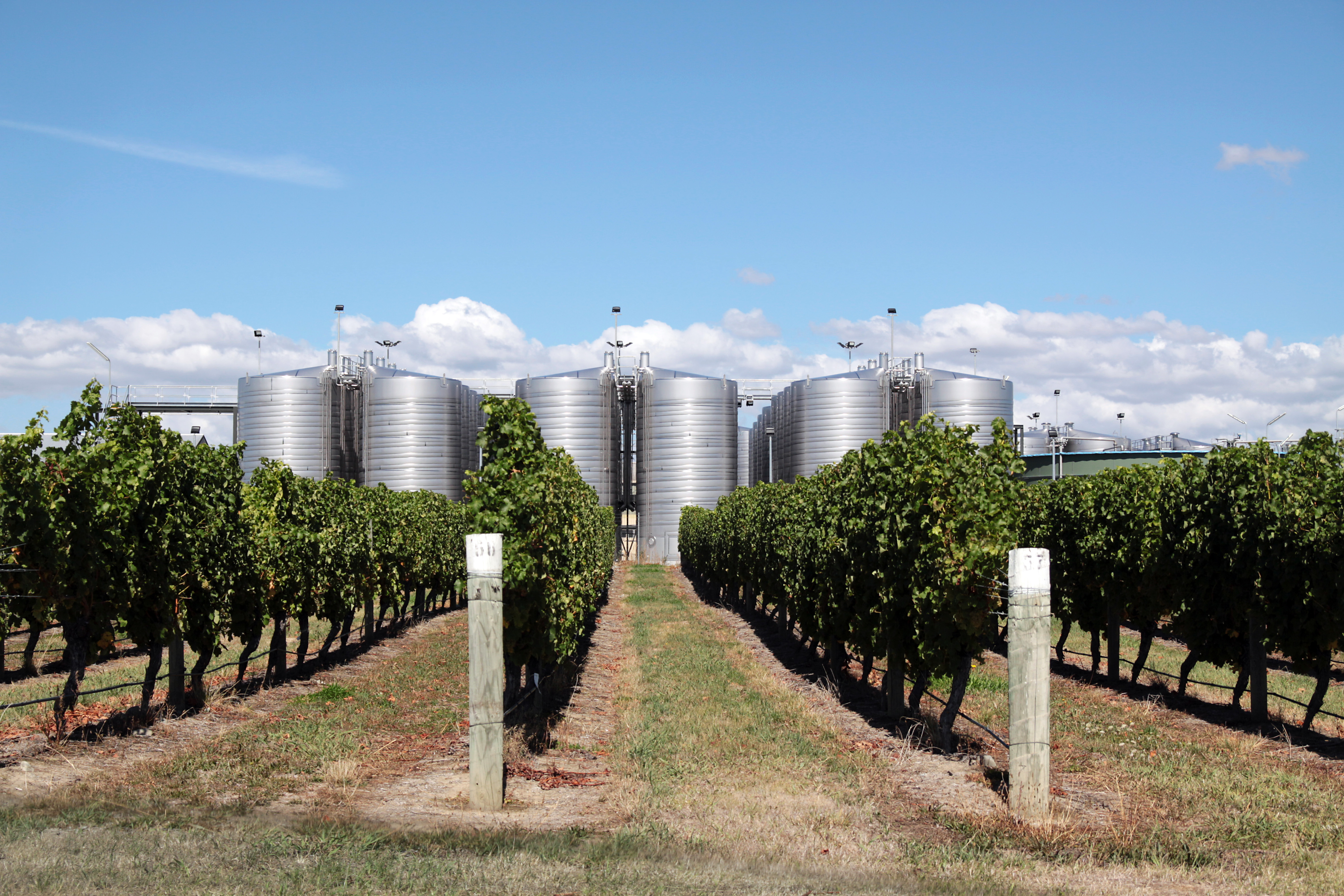
Cuves de domaine implanté au milieu du vignoble

| Année | Surface (ha) | Production (t) | Pourcentage national (%t) |
| ----- | ------------ | -------------- | ------------------------- |
| 2001  |              | 36 962         |                           |
| 2004  | 8 539        | 92 581         | 56 %                      |
| 2007  | 13 187       | 120 888        | 59 %                      |
| 2010  | 19 295       | 182 658        | 56 %                      |
| 2013  | 23 232       | 252 000        | 73 %                      |
| 2014  |              | 329 572        | 77 %                      |

## Sous-régions
| Nom              | Localisation                        | % de la production | Climat           |
| ---------------- | ----------------------------------- | ------------------ | ---------------- |
| Wairau           | Vallée de Blenheim - Nord           | 45%                | Frais et sec +   |
| Southern Valleys | Vallée de Blenheim - Sud            | 25%                | Frais et sec ++  |
| Awatere          | Vallée secondaire de Blenheim - Sud | 30%                | Frais et sec +++ |

## Domaines
Il existe plus de 150 domaines dans la région de Marlborough, et plus de 450 producteurs.
Liste des domaines de la région de Marlborough : 
- Allan Scott
- Antmoore Wineworks
- Ara
- Astrolabe
- Auntsfield
- Awatere River
- Babich
- Bascand
- Black Cottage
- Bladen
- Blind River
- Bouldevines
- Boundary Rider
- Brancott Estate
- Catalina Sounds
- Churton
- Cirro Wines
- Clifford Bay
- Clos Henri
- Clos Marguerite
- Cloudy Bay
- Coopers Creek
- Craggy Range
- Dashwood
- Delegat
- Drylands
- Dog Point
- Eradus
- Esk Valley
- Fairbourne
- Fairhall Downs
- Forrest
- Foxes Island
- Framingham
- Fromm
- Gem
- Georges Michel
- Giesen
- Goldwater
- Greywacke
- Grove Mill
- Hans Herzog
- Highfield
- Homer
- Huia
- Hunter’s Wines
- Invivo
- Isabel Vineyard
- Jackson Estate
- Johanneshof Cellars
- Jules Taylor Wines
- Kim Crawford
- Konrad
- Lake Chalice
- Lawson’s Dry Hills
- Lismore Wines NZ
- Little Black Stone
- Mahi
- Main Divide
- Map Maker Wines
- Marisco
- Marlborough Vines
- Maven Wines
- Mazurans
- Momo Wines
- Monkey Bay
- Morton Estate
- Mount Fishtail
- Mount Riley
- Mud House
- Naked Vine
- Nautilus
- No 1 Family Estate
- Nobilo
- Odyssey Wines
- Omaka Springs
- Oyster Bay
- Pear Tree
- Rapaura Springs
- Riverby Estate
- Rock Ferry
- Sacred Hill
- Saint Clair
- Sileni
- Selaks
- Seresin
- Sherwood
- Small and Small
- Soderberg
- Soho Wine
- Southbank
- Sprig
- Spy Valley
- Staete Landt
- Stanley Estates
- Summerhouse
- Supper Club
- Ten Sisters
- Terrace Heights
- TerraVin
- Te Whare Ra
- The Crossings
- The Darling
- The Delta
- Tiki
- Tinpot Hut
- Tohu
- Toi Toi
- Torea
- Totara
- Two Rivers
- Tupari
- Vavasour
- Vicarage Lane
- Villa Maria
- Volcanic Hills
- Waipara Hills
- Wairau River
- Waterfalls Road
- Whitehaven
- Wither Hills
- Yealands
- Zephyr
- 3 stones

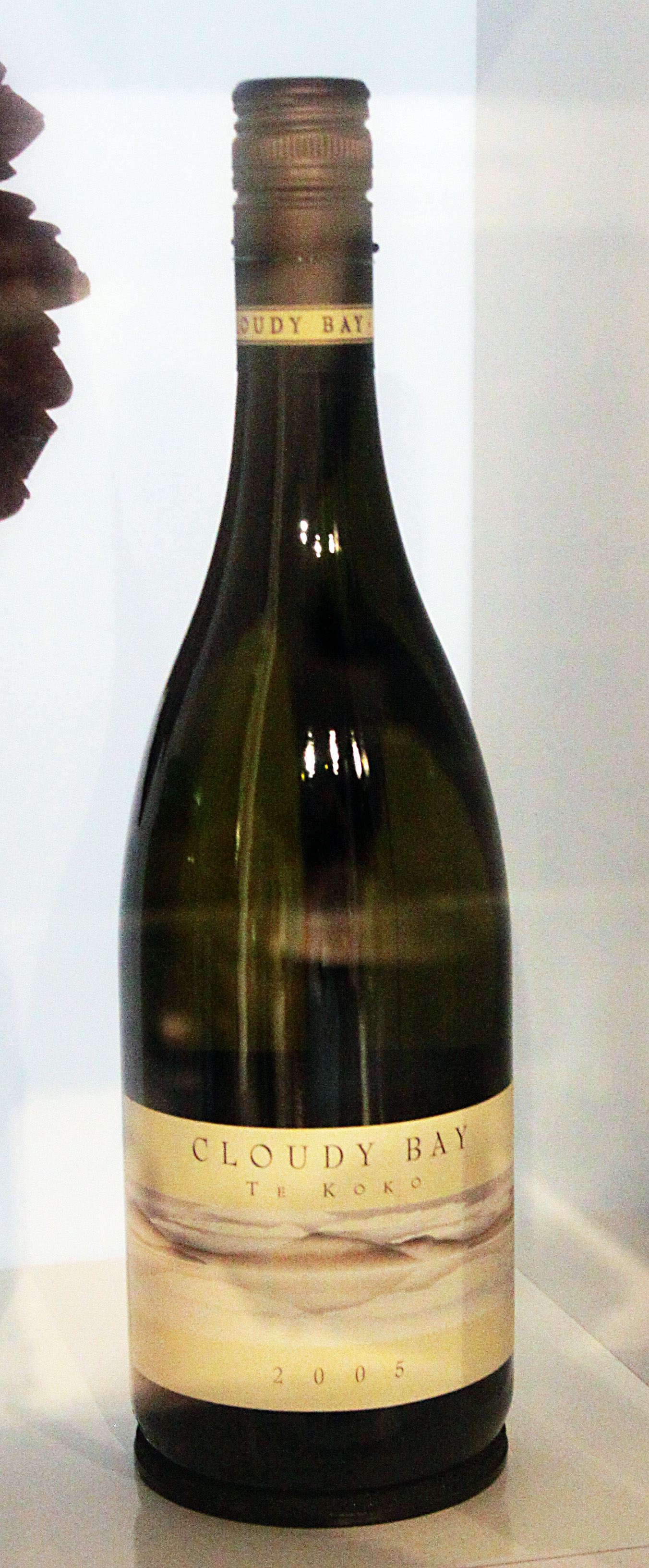
Bouteille de Couldy Bay
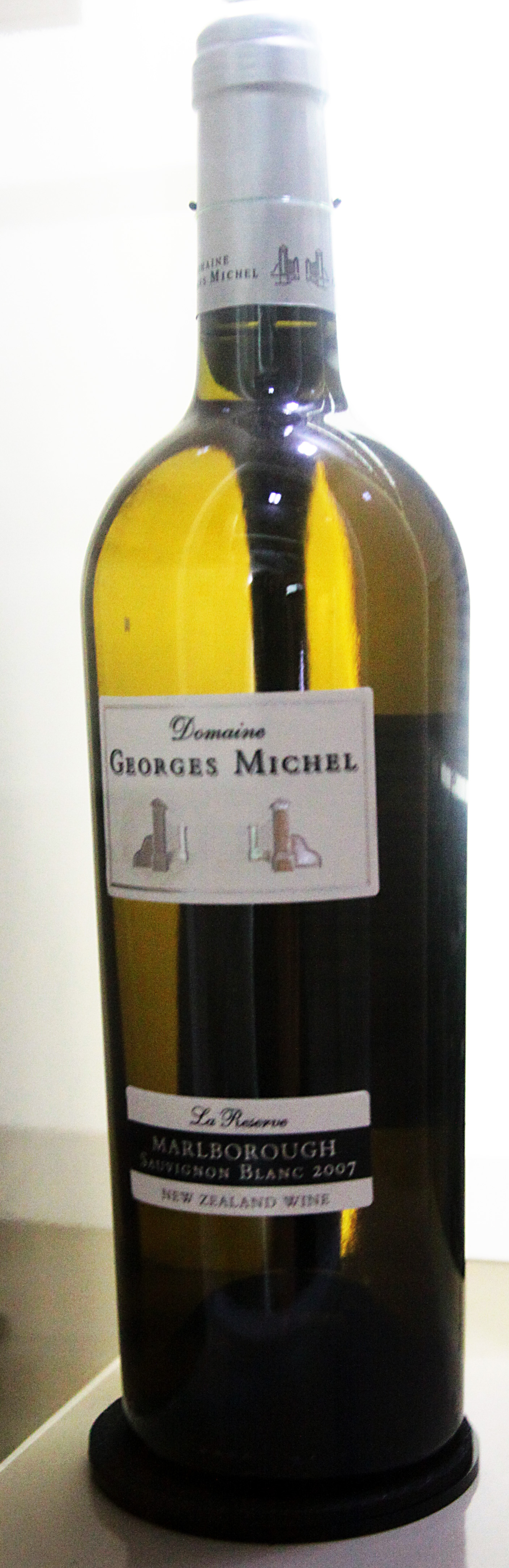
Bouteille de Georges Michel
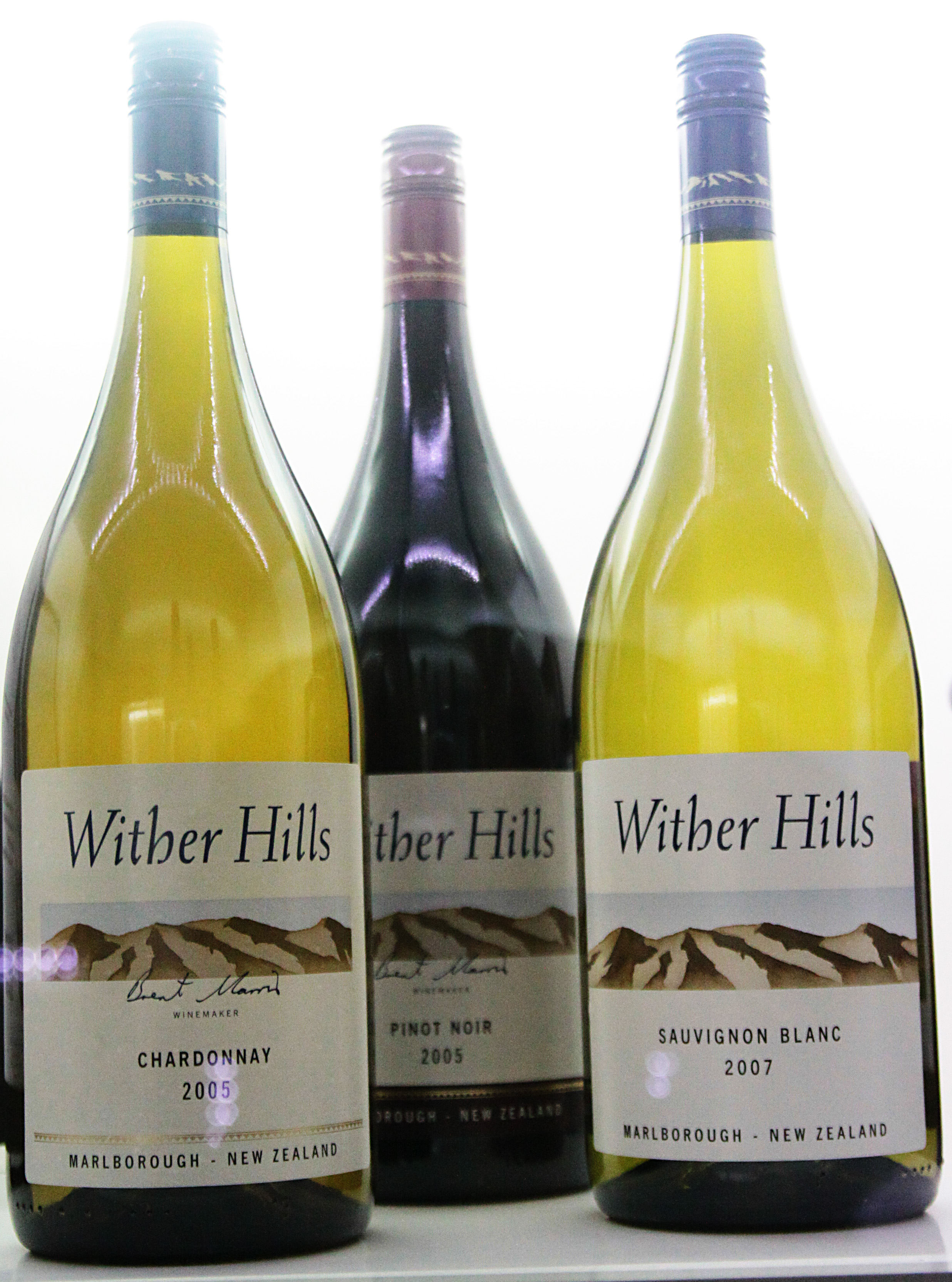
Bouteilles de Wither Hills
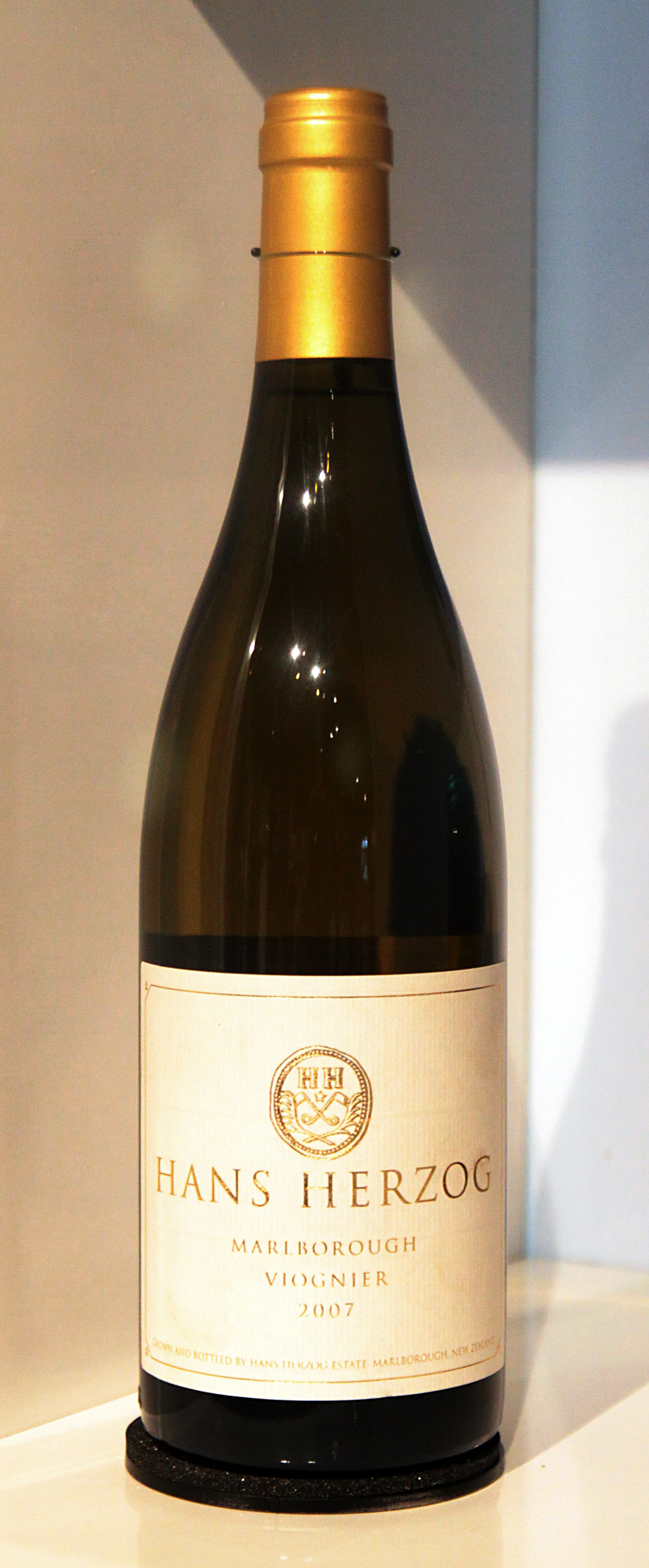
Bouteille d'Hans Herzog
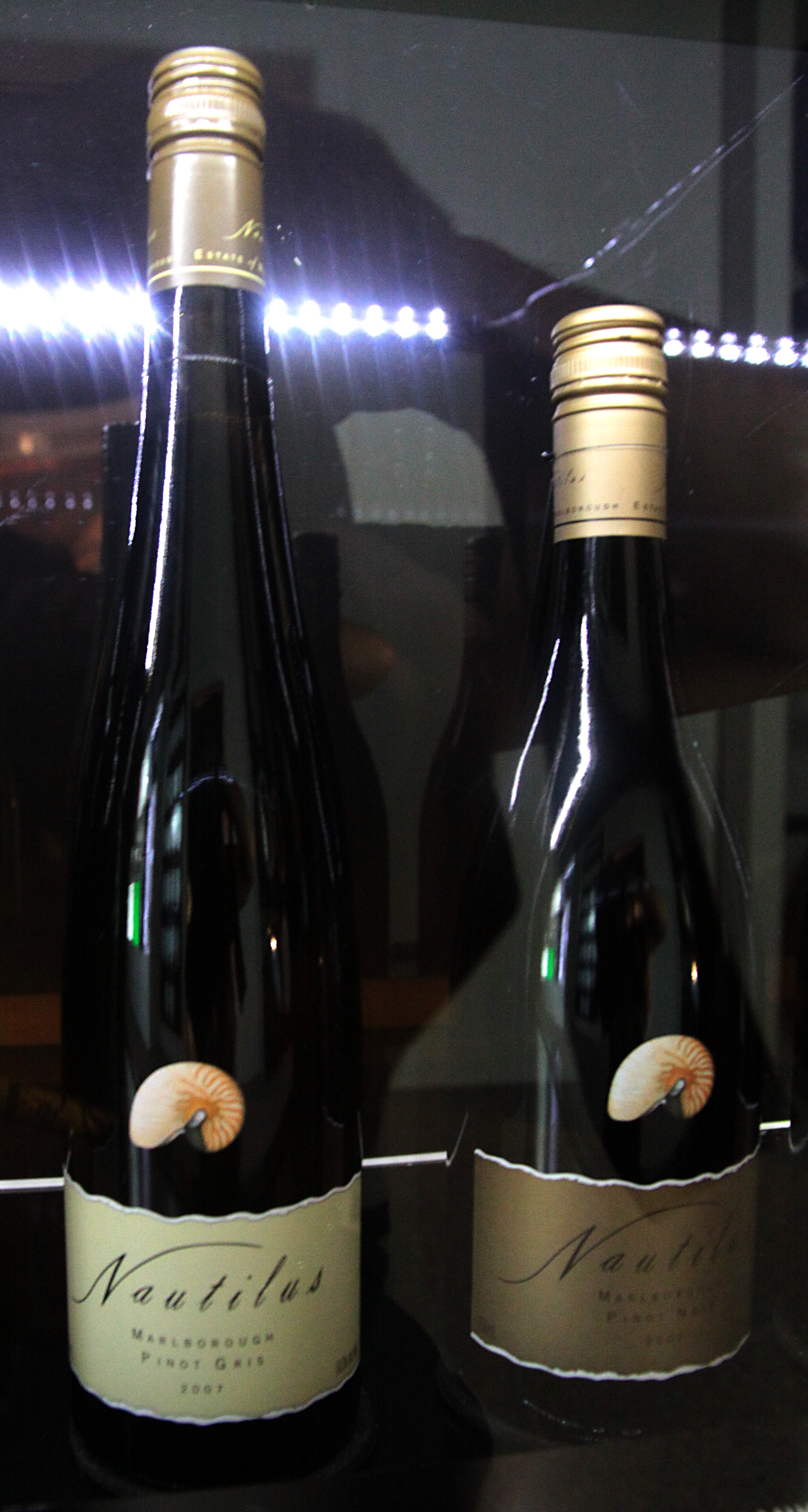
Bouteilles de Nautilus
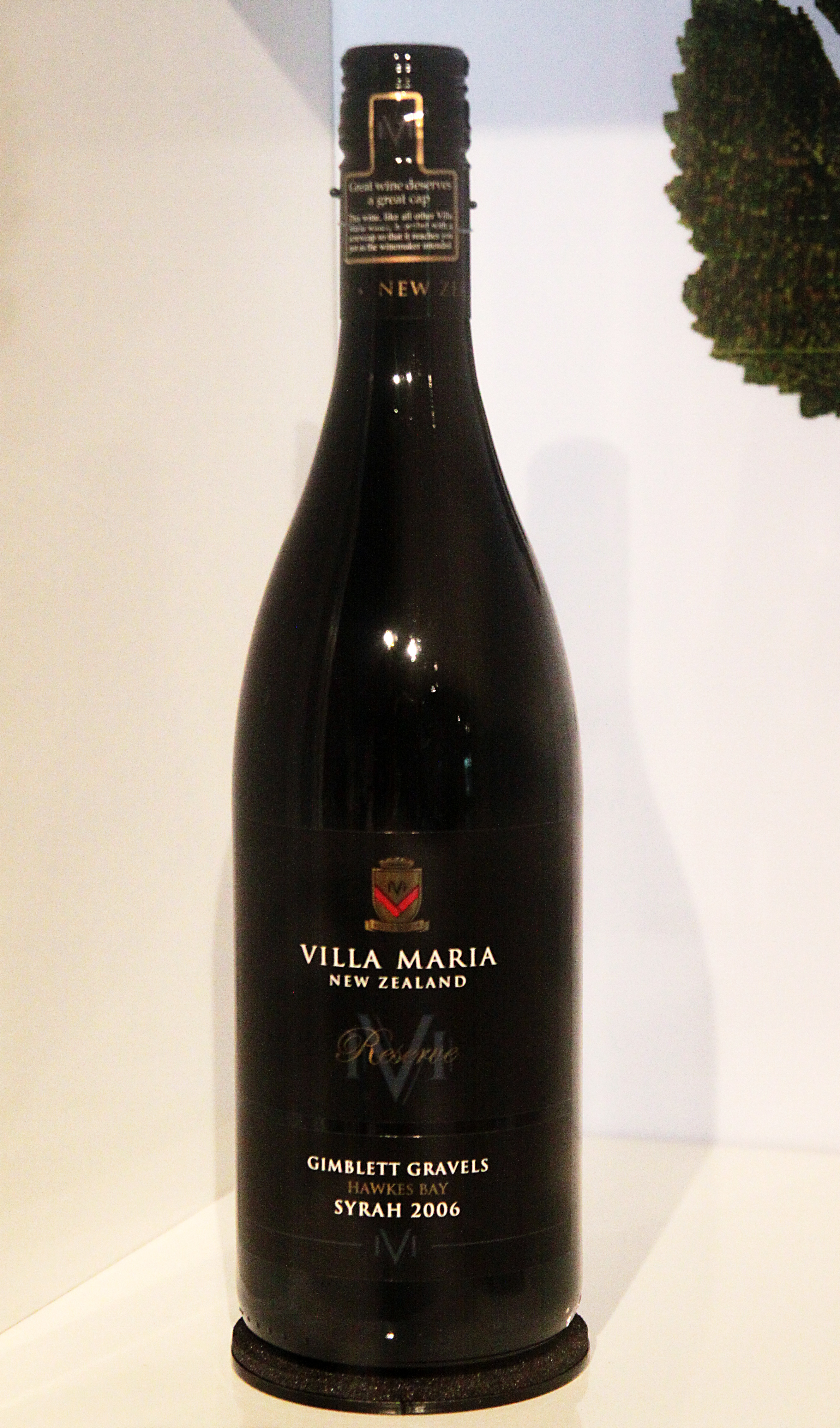
Bouteille de Villa Maria